# Селіште-де-Помезеу
Селіште-де-Помезеу (рум. Săliște de Pomezeu) — село у повіті Біхор в Румунії. Входить до складу комуни Ребегань.
Село розташоване на відстані 391 км на північний захід від Бухареста, 45 км на південний схід від Ораді, 99 км на захід від Клуж-Напоки, 136 км на північний схід від Тімішоари.

## Населення
За даними перепису населення 2002 року у селі проживали 154 особи, усі — румуни. Усі жителі села рідною мовою назвали румунську.